# Palusophis bifossatus
Palusophis bifossatus (несправжня жарарака) — вид змій родини полозових (Colubridae). Ендемік Венесуели. Це єдиний представник монотипового роду Palusophis.

## Опис
Загальна довжина досягає 1,8—2 м. Голова невелика, особливість — відсутність маленького нижнього переднього щитка. Тулуб стрункий, міцний, невеликі луски формують посередині 15 рядів. Забарвлення блідого жовтувато—сіре. На передній частині голови знаходяться 3 темні поперечні смужки, на потилиці й за шиєю — 2 широкі поздовжні смужки. Візерунок спини складається з великих сіро—бурих плям з чорними краями. Вони мають неправильну форму та з'єднані кожне з 2 бічними плямами. На шиї плями мають ромбічну форму. З країв щелеп щитки жовтувато—білі з чорними краями, позаду кожного ока тягнеться до кутку рота чорно—бура поздовжня смужка. У молодих тварин плями більш зближені і з'єднання між ними ширше, загальна забарвлення темніше. За забарвленням схожа на жараракусу, що дозволяє уникати небезпеки.

## Поширення і екологія
Несправжні жарараки мешкають поширені від південно-східної Колумбії і Венесуели на схід до Гвіани та на південь до південно-східної Бразилії, Болівії, Парагваю і північної Аргентини. Сани живуть в саванах, галерейних лісах, сухих лісах і рідколіссях, на висоті до 1700 м над рівнем моря. Живляться ящірками, амфібіями і дрібними ссавцями. Відкладають яйця.